# Kasa Jizō
Kasa Jizō (笠地蔵?), también conocida como Los seis Jizō, es una antigua leyenda japonesa perteneciente al budismo, cuyo protagonista es el bodhisattva Jizō (地蔵) o Ksitigarbha (地蔵菩薩), tal como se le conoce en Japón. Jizō es el encargado de proteger las almas de los bebés que han muerto antes de nacer (todos los bebés nacen) y de los niños que han muerto siendo muy pequeños, a los que se les llama mizuko (水子) o niños del agua. Jizō es el protector de las mujeres embarazadas y de los niños, así como también de los bomberos y viajeros.

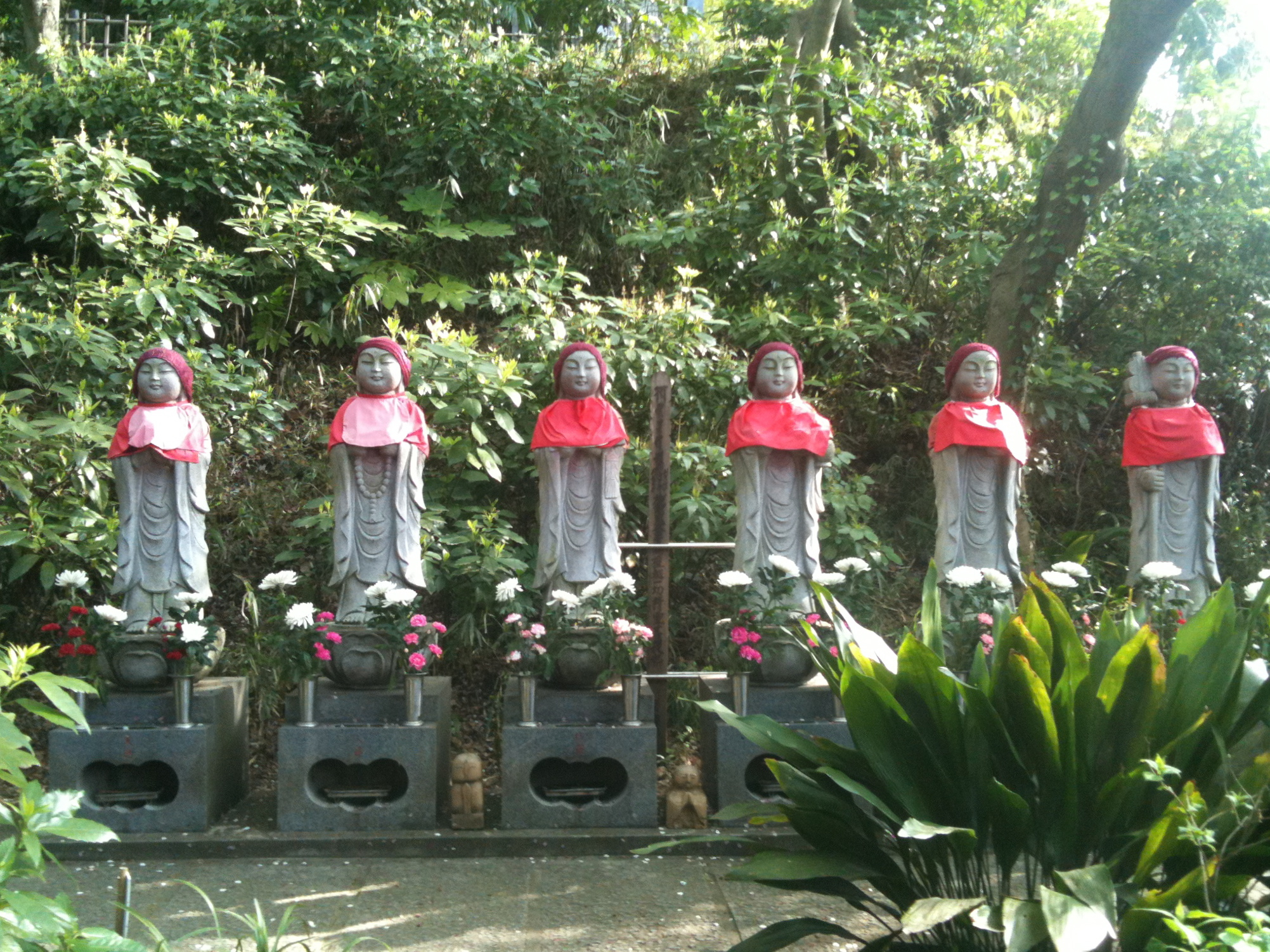
Las seis estatuas de Jizō en el templo Takahatsu-Fud de Tokio.

De acuerdo con la leyenda, una pareja de ancianos vivía en un hogar humilde y pasaban por muchas necesidades. Se ganaban la vida vendiendo sombreros de paja (kasa) que fabricaban con sus propias manos. Sin embargo, eran tan pobres que al llegar el día de Fin de Año no tenían dinero para comprar algo especial para cenar y celebrar dicha fecha. El anciano entonces le prometió a su esposa que iría al pueblo, vendería los sombreros y le compraría algo para cenar. El anciano había llevado consigo cinco sombreros de paja, pero al no conseguir venderlos se propuso a regresar a su hogar. Una gran nevada le sorprendió durante el camino de vuelta y divisó a lo lejos seis estatuas de Jizō, de las cuales sintió pena al estar cubiertas de nieve. El anciano quitó la nieve de las estatuas y les ofreció los sombreros que venía cargando con él. A ver que faltaba un sombrero para una de las estatuas, el anciano se quitó su propio sombrero y se lo colocó al sexto Jizō. Más tarde esa noche, la pareja oyó ruidos fuera de su casa y al salir se encontraron con arroz, mochi, pescado y monedas de oro en su puerta. Posteriormente vieron a las estatuas de Jizō con los sombreros en sus cabezas, quienes agradecieron a la pareja por su bondad.